# Comuna Moieciu, Brașov
Moieciu este o comună în județul Brașov, Transilvania, România, formată din satele Cheia, Drumul Carului, Măgura, Moieciu de Jos (reședința), Moieciu de Sus și Peștera.
În ultimii ani s-a dezvoltat mult turismul rural în zonă, un factor favorabil fiind și apropierea de Castelul Bran.
Comuna Moieciu este una dintre cele trei comune administrative care alcătuiesc Zona Bran:
- Bran
- Moieciu
- Fundata

Comuna a luat ființă, în actuala componență administrativă, în anul 1968 când în România s-a făcut reforma administrativă. Este alcătuită din șase sate, fiind comuna cu cele mai multe sate din zona Bran, după cum urmează:
- Moieciu de Sus,
- Cheia
- Moieciu de Jos
- Drumul Carului
- Peștera
- Măgura

Sediul administrativ al comunei Moieciu este în satul Moieciu de Jos.
Comuna Moieciu este situată în Țara Bârsei, care nu este altceva decât extremitatea sud-estică a celei mai mari depresiuni intramontane din România - Depresiunea Brașovului - și care ocupă extremitatea sud-estică a județului cu același nume. Față de municipiul Brașov, comuna Moieciu este situată la 28 de km pe șoseaua care leagă Brașovul de Câmpulung Muscel și Pitești, fiind una dintre cele mai vechi căi de comunicație de pe teritoriul românesc, cunoscută chiar înainte de ocuparea Daciei de către romani, în anul 106 după Hristos. Acest vechi drum comercial și militar lega, în vremea ocupației romane, localitățile Cumidava (Râșnov) de Jidava (Poenari de Muscel), iar în evul mediu era principalul drum de legătură dintre Transilvania și orașele muntene de la Dunărea de Jos. Pe teritoriul comunei Moieciu, în satul Peștera, săpăturile arheologice au scos la iveală urme de locuire din perioada paleolitică, mai precis din paleoliticul superior. Tot în raza comunei Moieciu, în satul Drumul Carului, săpăturile arheologice efectuate cu câțiva ani în urmă de către profesorul Stelian Coșuleț, au scos la iveală urmele unui castru roman care se pare că întregea sistemul de fortificații romane din Dacia, cunoscute sub numele de limesul transalutan. Tocmai datorită importanței sale deosebite, după ocuparea Transilvaniei de către regalitatea maghiară, aceasta a dispus construirea castelului de la Bran, ca punct înaintat de pază și apărare în trecătoarea Branului.
Din punct de vedere geografic, comuna Moieciu este situată în culoarul depresionar Bran-Câmpulung Muscel, care are înălțimea cea mai mare în Pasul Giuvala de pe teritoriul comunei Fundata (1235 m.), culoar depresionar străjuit pe latura sud-estică de Munții Bucegi-Leaota (2504 m) și de Munții Piatra Craiului la vest, supranumiți și „Perla Carpaților românești”. Aceste masive corespund de altfel cu hotarele comunei Moieciu spre aceste puncte cardinale, unde comuna Moieciu este învecinată cu județele Prahova, Dâmbovița și Argeș. Pe celelalte laturi vecinii Moieciului sunt satele Fundata și Șirnea din comuna Fundata, Șimonul și Predeluțul din comuna Bran și orașul Zărnești. Satele comunei Moieciu sunt sate liniare și răspândite. Clima zonei este temperat continentală, cu ierni grele, cu veri mai scurte și răcoroase, cu precipitații variate care cad mai tot timpul anului și cu vânturi neregulate. Rețeaua hidrografică este bine dezvoltată, toate râurile comunei fiind tributare râului Bârsa afluent al Oltului.
Până nu de mult timp, ocupația principală a locuitorilor comunei Moieciu (care la ultimul recensământ al populației din 2002 atingea cifra de 5000 de locuitori), era agricultura de munte, accentul principal căzând pe creșterea animalelor. În ultimii ani o dezvoltare fără precedent a luat-o agroturismul care tinde să devină principala activitate economică din toată zona Bran. De altfel, pe raza comunei Moieciu se află unele dintre cele mai renumite pensiuni agroturistice din toată zona Bran.
Comuna Moieciu are o primărie în satul de reședință. Tot aici se află și un dispensar uman, un post de poliție și o mică autogară de călători. In fiecare dintre satele comunei Moieciu se găsește câte o școală cu clasele I-VIII și câte o grădiniță, cu excepția satului Drumul Carului, unde școala cu clasele I-IV și grădinița au fost desființate acum câțiva ani, din lipsă de copii. Fiecare sat mai are câte o biserică unde se practică ritul ortodox, cu excepția Drumului Carului care nu are biserică, fiind mai mic.
Ca un paradox sau ca o ironie a sorții, satele comunei Moieciu, ca de altfel toate satele zonei Bran, au înflorit în perioada regimului de dictatură comunistă deoarece aici nu s-a putut face cooperativizarea agriculturii, deși regimul trecut a încercat o formă de cooperativizare sub forma întovărășirilor, dar aceasta a dat greș. Evenimentele de la sfârșitul anului 1989 au surprins Branul într-o perioadă de reală prosperitate economică, ceea ce a permis întregii zone să se dezvolte în ritm accelerat, ajungând să fie una dintre cele mai căutate zone turistice din România. Și iarăși ca un paradox, dezvoltarea economiei turistice a comunei Moieciu este în vizibilă contradicție cu infrastructura acesteia, ceea ce va avea repercusiuni dintre cele mai neplăcute în viitorii ani.

## Demografie
Componența etnică a comunei Moieciu
     Români (83,36%)
     Alte etnii (0,81%)
     Necunoscută (15,83%)
Componența confesională a comunei Moieciu
     Ortodocși (81,08%)
     Alte religii (1,34%)
     Necunoscută (17,58%)
Conform recensământului efectuat în 2021, populația comunei Moieciu se ridică la 4.556 de locuitori, în scădere față de recensământul anterior din 2011, când fuseseră înregistrați 4.892 de locuitori. Majoritatea locuitorilor sunt români (83,36%), iar pentru 15,83% nu se cunoaște apartenența etnică. Din punct de vedere confesional, majoritatea locuitorilor sunt ortodocși (81,08%), iar pentru 17,58% nu se cunoaște apartenența confesională.

## Personalități de seamă
În ceea ce privește viața culturală și sportivă din comuna Moieciu, trebuie semnalat faptul că, de-a lungul timpului, comuna Moieciu a dat țării și poate nu numai ei, o serie de personalități de seamă. Între acestea amintim pe Ioan Aldulean (1821-1871), născut la Moieciu și care a devenit licențiat în drept și care, în 1861 va deveni consilier al Guberniului Transilvaniei și membru al Senatului imperial habsburgic între 1863-1965. În 1867, la încheierea pactului dualist austro-ungar, el devine consilier al Ministrului Justiției din Budapesta, iar doi ani mai târziu ajunge membru al Curții de Casație din Budapesta. A fost unul dintre participanții la Marea Adunare Națională de la Blaj, din mai 1848, alături de alți brăneni cum ar fi cavalerul Ioan de Pușcariu, dascălul Ioan Vartolomei și Nicolae Tătaru. În 1864 a fost decorat, prin „altissimă rezoluțiune”, cu ”Coroana de fier” și ridicat în rangul de cavaler imperial cu titlul ereditar.
Un nume sonor în dramaturgia românească îl reprezintă actrița Leni Pințea Homeag. În același timp, prestigiosul International Biographical Center Cambridge, în urma unei selecții riguroase desfășurată pe mii de personalități din întreaga lume, o desemnează pe cunoscuta actriță Leni Pințea Homeag drept ambasadoare și simbol pentru noul secol, numele ei fiind înscris cu litere de aur în Capsula Timpului care a fost îngropată în Catedrala Ely din Cambridge.
Am mai putea aminti, spre exemplu, pe academicianul Victor Giurgiu, una dintre cele mai proeminente personalități europene ale silviculturii, pe preotul Nicolae Puchianu, pe profesorul Ioan Clinciu, pe generalul Axente Pușcariu, pe profesorul Gheorghe Nenciu, pe profesorul Gheorghe Sbârnă, pe generalii Nicolae Pivaru și Neculae Berbec, precum și multe alte nume sonore care au ridicat prestigiul satelor moicene și al Branului în toată lumea.
Nici lumea sportivă nu este mai prejos față de cea culturală, deoarece comuna Moieciu a dat țării și omenirii sportivi de marcă, mai ales în domeniul sportului de iarnă. Între aceștia s-au remarcat sportivii aparținând familiei Munteanu. Astfel, Dorin Munteanu a fost multiplu campion național la slalom uriaș și coborâre și în același timp a participat la Olimpiada de la Grenoble din 1968, Daniela Munteanu a obținut nu mai puțin de 18 titluri de campioană de junioare și 12 titluri de senioare, Mircea Munteanu a fost campion universitar la slalom, iar Ovidiu Munteanu a obținut rezultate remarcabile, pe linie universitară, la handbal și la schi. Nepotul acestora, urmând tradiția familiei sale, nu s-a lăsat mai prejos și a abordat schiul extrem. În acest domeniu, Ionuț Trandafir, deoarece despre el este vorba, a avut rezultate frumoase atât ca junior cât și ca senior, obținând locul III și IV la nivel european, iar în februarie 2003 a câștigat locul VIII la Chamonix. Marius Olteanu, care în prezent este și profesor la școala noastră, a fost campion national, atât la schi fond cât și la orientare turistică.

### Personalități născute aici
- Ioan Alduleanu (1821 - 1871), om politic, membru al Dietei de la Sibiu și al Senatului Imperial de la Viena;
- Victor Giurgiu (1930 - 2021), inginer silvic, membru al Academiei Române;
- Leni Pințea-Homeag (n. 1941), actriță.

## Politică și administrație
Comuna Moieciu este administrată de un primar și un consiliu local compus din 13 consilieri. Primarul, Nicolae-Marius Olteanu[*], de la Partidul Național Liberal, este în funcție din 1 noiembrie 2024. Începând cu alegerile locale din 2024, consiliul local are următoarea componență pe partide politice:
|  | Partid                          | Consilieri | Componența Consiliului | Componența Consiliului | Componența Consiliului | Componența Consiliului | Componența Consiliului |
|  | ------------------------------- | ---------- | ---------------------- | ---------------------- | ---------------------- | ---------------------- | ---------------------- |
|  | Partidul Național Liberal       | 5          |                        |                        |                        |                        |                        |
|  | Partidul Social Democrat        | 4          |                        |                        |                        |                        |                        |
|  | Alianța Dreapta Unită           | 3          |                        |                        |                        |                        |                        |
|  | Alianța pentru Unirea Românilor | 1          |                        |                        |                        |                        |                        |

### Primari
- 1996[8] - 2000 - Tărâță Ioan, de la PDSR
- 2000[9] - 2004 - Tărâță Ioan, de la APR
- 2004[10] - 2008 - Clinciu Nicolae, de la PSD
- 2008[11] - 2012 - Clinciu Nicolae, de la PSD
- 2012[12] - 2016 - Clinciu Nicolae, de la PSD
- 2016[13] - 2020 - Manea Ioniță-Mircea, de la PNL
- 2020[14] - 2024 - Manea Ioniță-Mircea, de la PNL